# Max Günthör
Max Günthör (né le 9 août 1985 à Friedrichshafen, en Bade-Wurtemberg) est un joueur allemand de volley-ball. Il mesure 2,06 m et joue central. Il totalise 164 sélections en équipe d'Allemagne.

## Clubs
| Club                | De        | À         |
| ------------------- | --------- | --------- |
| VfB Friedrichshafen | 2004-2005 | 2006-2007 |
| evivo Düren         | 2007-2008 | 2007-2008 |
| TSV Unterhaching    | 2008-2009 | 2011-2012 |
| VfB Friedrichshafen | 2012-2013 | ...       |

## Palmarès
- Ligue des champions (1)
  - Vainqueur : 2007
- Championnat d'Allemagne (3)
  - Vainqueur : 2005, 2006, 2007
  - Finaliste : 2008, 2009, 2010, 2013, 2014
- Coupe d'Allemagne (7)
  - Vainqueur : 2005, 2006, 2007, 2009, 2010, 2011, 2014
  - Finaliste : 2008